# Karmala
Karmala là một thành phố và là nơi đặt hội đồng đô thị (municipal council) của quận Solapur thuộc bang Maharashtra, Ấn Độ.

## Địa lý
Karmala có vị trí 18°25′B 75°12′Đ / 18,42°B 75,2°Đ Nó có độ cao trung bình là 562 mét (1843 feet).

## Nhân khẩu
Theo điều tra dân số năm 2001 của Ấn Độ, Karmala có dân số 21.933 người. Phái nam chiếm 52% tổng số dân và phái nữ chiếm 48%. Karmala có tỷ lệ 71% biết đọc biết viết, cao hơn tỷ lệ trung bình toàn quốc là 59,5%: tỷ lệ cho phái nam là 78%, và tỷ lệ cho phái nữ là 64%. Tại Karmala, 14% dân số nhỏ hơn 6 tuổi.